# Pousafoles do Bispo, Pena Lobo e Lomba
Pousafoles do Bispo, Pena Lobo e Lomba (llamada oficialmente União das Freguesias de Pousafoles do Bispo, Pena Lobo e Lomba) es una freguesia portuguesa del municipio de Sabugal, distrito de Guarda.

## Historia
Fue creada el 28 de enero de 2013 en aplicación de una resolución de la Asamblea de la República de Portugal promulgada el 16 de enero de 2013 con la unión de las freguesias de Lomba, Pena Lobo y Pousafoles do Bispo, pasando su sede a estar situada en la antigua freguesia de Pousafoles do Bispo.

## Demografía
| Gráfica de evolución demográfica de Pousafoles do Bispo, Pena Lobo e Lomba entre 2011 y 2021 |
|                                                                                              |
| Datos según el nomenclátor publicado por el INE portugués.                                   |